# 김연주 (시사평론가)
김연주(1966년 6월 28일 ~ )는 대한민국의 방송MC 출신으로 국민의힘 당무위원 겸 부대변인 출신의 대한민국의 정치인 겸 대학 교수 출신의 시사평론가 겸 교육인이다.

## 생애
영동여자고등학교를 거쳐 서울대학교 화학교육학과를 나온 그녀는 고등학교(영동여고) 동문 1년 후배인 허수경과 함께 1989년 MBC에서 MBC 문화방송 1기 공채 MC로 데뷔하였으며, MBC 방송대상 특별상을 받았다.
이준석 국민의힘 당대표가 제안한 국민의힘 대변인 임명을 위한 토론 배틀에 참가하여 대변인단(국민의힘 당무위원 겸 대변인)으로 선발되었다.

## 출연작

### 방송 출연작
- 1990년 MBC 《생방송 아침을 달린다》 MC
- 1991년 MBC 《생방송 저녁》 MC
- 1991년 ~ 1992년 MBC 《토요일 토요일은 즐거워》 박상원와 함께 진행
- 1993년 MBC 《여러분의 인기가요》MC
- 1995년 ~ 1996년 KBS2 《도전! 주부가요스타》 MC
- 1995년 KBS2 《토요특집 생방송 아침을 달린다》 MC
- 1996년 KBS2 《TV데이트》 MC
- 1997년 EBS TV 《EBS 문화센터》 MC
- 1999년 KBS2 《행복채널》 박철, 임백천과 함께 진행
- 2000년 KBS2 《행복채널》 이용식, 임백천과 함께 진행
- 2001년 KBS2 《행복채널》 이창명, 임백천과 함께 진행
- 2012년 TV조선 《행복결혼위원회》 배우 강석우와 함께 진행
- 2018년 SBS 《싱글와이프》

### 시트콤 출연작
- 1996년 MBC 《남자 셋 여자 셋》 카페 주인 역
- 1997년 SBS 《LA아리랑》
- 1998년 SBS 《순풍산부인과》 카메오 출연
- 2000년 MBC 《세 친구》 오대규와 안문숙의 야외 무드 나잇을 훔쳐보는 서울 문화아파트 입주민 부부 역
- 2002년 SBS 《똑바로 살아라》 카메오 출연

### 라디오 진행
- 2002년 KBS 2라디오 《안녕하세요 노주현 김연주입니다》 DJ

### 광고
- 롯데푸드 - 야채믹스100 (임백천과 함께 출연)
- 다이알코리아 - 브렉샴푸린스
- 롯데백화점
- 현대리바트 - (임백천과 함께 출연)
- 삼성전자 - 삼성VTR 위너 (임백천과 함께 출연)
- 유공 - 가습기메이트 (임백천과 함께 출연)
- 마모스
- LG생활건강 - 젬제미 마망
- LG하우시스 - 우드륨 (임백천과 함께 출연)
- 축협중앙회 (Feat. 임백천, 임성훈, 한홍비, 이영현 등)
- 아모레퍼시픽 - 캔 설록차 (임백천과 함께 출연)
- 한솔교육 - 신기한 아기나라
- 웅진식품 - 웅진 고칼슘 오렌지100
- 한진건설 - 한진 그랑빌 (임백천과 함께 출연)
- 일동후디스 - 아기밀 (임백천와 함께 출연)
- 아가월드 - 빙뱅붐
- 샘표식품 - 우리보리차
- 경기도청 - 2004 경기도 세계도자비엔날레 - (임백천과 함께 출연)
- 유한킴벌리 - 좋은느낌
- 해태htb - 과일촌ca 우유칼슘 더블
- 해태제과 - 고향만두 물만두